# В'єссуа
В'єссуа́ (фр. Viessoix) — колишній муніципалітет у Франції, у регіоні Нормандія, департамент Кальвадос. Населення — 825 осіб (2011).
Муніципалітет був розташований на відстані близько 240 км на захід від Парижа, 50 км на південний захід від Кана.

## Історія
До 2015 року муніципалітет перебував у складі регіону Нижня Нормандія. Від 1 січня 2016 року належав до нового об'єднаного регіону Нормандія.
1 січня 2016 року В'єссуа, Берньєр-ле-Патрі, Бюрсі, Шендолле, Ле-Дезер, Естрі, Моншам, П'єрр, Прель, Ла-Рок, Рюллі, Сен-Шарль-де-Персі, Ле-Тей-Бокаж i Вассі було об'єднано в новий муніципалітет Вальдальєр.

## Демографія
Динаміка населення (EHESS ):
Розподіл населення за віком та статтю (2006):
| Стать | Всього | До 15 років | 15-24 | 25-44 | 45-64 | 65-85 | Понад 85 |
| --- | ------ | ----------- | ----- | ----- | ----- | ----- | -------- |
| Чоловіки | 379    | 74          | 70    | 106   | 73    | 56    | 0        |
| Жінки | 319    | 52          | 32    | 85    | 69    | 77    | 4        |
| \| Статево-вікова піраміда \| Статево-вікова піраміда \| Статево-вікова піраміда \| \| ----------------------- \| ----------------------- \| ----------------------- \| \| Чоловіки \| Вік \| Жінки \| \| 0 \| 85 + \| 4 \| \| 8 \| 80-84 \| 8 \| \| 4 \| 75-79 \| 16 \| \| 20 \| 70-74 \| 33 \| \| 24 \| 65-69 \| 20 \| \| 8 \| 60-64 \| 8 \| \| 29 \| 55-59 \| 20 \| \| 12 \| 50-54 \| 8 \| \| 24 \| 45-49 \| 33 \| \| 24 \| 40-44 \| 29 \| \| 37 \| 35-39 \| 24 \| \| 29 \| 30-34 \| 24 \| \| 16 \| 25-29 \| 8 \| \| 33 \| 20-24 \| 12 \| \| 37 \| 15-20 \| 20 \| \| 29 \| 10-14 \| 12 \| \| 16 \| 5-9 \| 20 \| \| 29 \| 0-4 \| 20 \| |        |             |       |       |       |       |          |
| Статево-вікова піраміда |        |             |       |       |       |       |          |
| Чоловіки | Вік    | Жінки       |       |       |       |       |          |
| 0 | 85 +   | 4           |       |       |       |       |          |
| 8 | 80-84  | 8           |       |       |       |       |          |
| 4 | 75-79  | 16          |       |       |       |       |          |
| 20 | 70-74  | 33          |       |       |       |       |          |
| 24 | 65-69  | 20          |       |       |       |       |          |
| 8 | 60-64  | 8           |       |       |       |       |          |
| 29 | 55-59  | 20          |       |       |       |       |          |
| 12 | 50-54  | 8           |       |       |       |       |          |
| 24 | 45-49  | 33          |       |       |       |       |          |
| 24 | 40-44  | 29          |       |       |       |       |          |
| 37 | 35-39  | 24          |       |       |       |       |          |
| 29 | 30-34  | 24          |       |       |       |       |          |
| 16 | 25-29  | 8           |       |       |       |       |          |
| 33 | 20-24  | 12          |       |       |       |       |          |
| 37 | 15-20  | 20          |       |       |       |       |          |
| 29 | 10-14  | 12          |       |       |       |       |          |
| 16 | 5-9    | 20          |       |       |       |       |          |
| 29 | 0-4    | 20          |       |       |       |       |          |

## Економіка
2010 року серед 531 особи працездатного віку (15—64 років) 417 були активними, 114 — неактивними (показник активності 78,5%, у 1999 році було 78,5%). З 417 активних мешканців працювало 387 осіб (202 чоловіки та 185 жінок), безробітними було 30 (12 чоловіків та 18 жінок). Серед 114 неактивних 44 особи були учнями чи студентами, 39 — пенсіонерами, 31 була неактивною з інших причин.

У 2010 році в муніципалітеті числилось 302 оподатковані домогосподарства, у яких проживали 829,5 особи, медіана доходів виносила 17 422 євро на одного особоспоживача